# سفارة البرازيل في أنغولا
سفارة البرازيل في أنغولا هي أرفع تمثيل دبلوماسي لدولة البرازيل لدى أنغولا. تقع السفارة في لواندا وهي تهدف لتعزيز المصالح البرازيلية في أنغولا.

## وصلات خارجية
- قائمة سفارات البرازيل
- قائمة السفارات في أنغولا